# Ашхарацуйц
Ашхарацуйц (вірм. Աշխարհացույց, букв. «Показ світу») — пам'ятка географії і картографії стародавньої Вірменії. Довгий час автором твору вважався Мовсес Хоренаці, проте зараз більшість істориків схильні вважати автором Ашхарацуйця Ананія Ширакаці, мислителя VII століття.

## Зміст
«Ашхарацуйц», написаний за традицією античної географії, що бере свій початок з Географії Клавдія Птолемея. У першій частині «Ашхарацуйця» наводяться загальні відомості про світ, про його рельєф, кліматичні зони, моря тощо Друга, більш розгорнута частина, містить опис відомих на той час материків — Європи, Лівії (Африки) та Азії. Вказується їх розташування, називаються народи, що населяють ці материки, відмічені головні моря, гори, ріки, корисні копалини, флора, фауна та ін. Основну увагу в «Ашхарацуйці» приділено опису країн  Передньої Азії — Вірменії, Іберії, Алуанку (Кавказька Албанія), Малої Азії, Сирії, Ірана, Месопотамії, Азійської Сарматії.

## Видання
У своїй передмові до російського перекладу «Вірменської Географії» (СПб., 1877)  К. П. Патканов повідомляє, що вперше цю працю було надруковано в оригіналі в Марселі в 1683 році. 1736 року книгу було перекладено латинською мовою  Вільямом Уістоном разом з «Історією» Мовсеса Хоренаці й видано під однією обкладинкою під назвою «Mosis Chorenensis Geographia». Потім французький переклад був опублікований  Антуаном Жаном де Сен-Мартеном у другому томі його книги «Записки про Вірменію» (фр. Mémoires sur ľArménie; 1819, pp. 301—394).

## Авторство
У вступній статті «Записка про епоху створення „Географії“, що приписується Моїсею Хоренському» (фр. Mémoire sur ľépoque de la composition de la Géographie attribuée à Moyse de Khoren), Сен-Мартен показує, що «Географія» містить цілий ряд відомостей, назв і слововживань, які не могли з'явитися раніше X століття, а тому не могла бути написана Хоренаці; Сен-Мартен датував текст близько 950 роком. Із запереченнями Сен-Мартену виступив Гукасов Інчічян, однак Патканов не знаходить ці заперечення переконливими.
Твердження Сен-Мартена сподвигли мхітаристів підготувати та випустити в 1843 р. у  Венеції, у складі зібрання творів Мовсеса Хоренаці, вивірене видання «Географії», засноване на звіренні шести збережених списків. В результаті цієї роботи значна частина анахронізмів, що викликала висновки Сен-Мартена, була усунена. Тим не менше, і вивірений текст залишав ряд непереборних свідчень того, що Хоренаці, який жив у V столітті, написати його не міг, — наприклад, прямі посилання на  Космо Індікоплова, що жив в VI столітті. Водночас, на думку Патканова, в «Географії» не знайшло відображення все більш сильний вплив арабів на Персію, починаючи з VII століття, і це, поряд з різними приватними міркуваннями, дало йому підстави датувати книгу першою половиною VII століття, а її автором запропонувати Ананію Шіракаці.

## Ресурси Інтернету
- «Армянская География VII века по Р.Х (приписывавшаяся Моисею Хоренскому)» [Архівовано 2 грудня 2017 у Wayback Machine.] / Перевод и подготовка издания К. П. Патканова. — СПб., 1877.
- Новый список Армянской Географии [Архівовано 27 березня 2013 у Wayback Machine.]: Из нового списка географии, приписываемого Моисею Хоренскому // Журнал министерства народного просвещения. Ч. 226. 1883
- The Geography, to which is added a selection of Vardan's fables called Aluesagirk. [Архівовано 4 березня 2016 у Wayback Machine.], 1668, Amsterdam